# Benedicte Adrian
Benedicte Christine Adrian (Oslo, 22 ottobre 1963) è una cantante norvegese.

## Biografia
Benedicte Adrian è salita alla ribalta come metà, insieme a Ingrid Bjørnov, del duo Dollie de Luxe, con cui ha ottenuto successo negli anni '80 e '90 pubblicando dodici dischi e producendo musical in Norvegia e in Regno Unito.
Dopo lo scioglimento delle Dollie de Luxe, Benedicte Adrian ha fatto parte per diversi anni della compagnia Den Norske Opera & Ballett, recitando ne Il flauto magico. Nel 2000, 2002 e 2003 ha intrapreso tournée natalizie nazionali. Nel 2007 è stata giudice al talent show di TV 2 Idol.
L'anno successivo ha pubblicato il suo primo album come solista, il disco natalizio Desember, che ha raggiunto la 31ª posizione nella classifica norvegese. Nel 2010 ha preso parte alla seconda edizione del programma musicale di TV 2 Det store korslaget.

## Discografia

### Album in studio
- 2008 – Desember

### Singoli
- 2008 – Loneliest Night of December (con Rein Alexander)
- 2014 – Full narkose